# 2009年のセントラル・リーグクライマックスシリーズ
2009年のセントラル・リーグクライマックスシリーズは、2009年10月に開催された日本プロ野球セントラル・リーグのクライマックスシリーズである。

## 概要
クライマックスシリーズは日本選手権シリーズ出場権を懸けたプレーオフトーナメントである。協賛スポンサーはセブン&アイ・ホールディングス。

### 第1ステージ
2009年度レギュラーシーズン第2位の中日ドラゴンズ対レギュラーシーズン第3位の東京ヤクルトスワローズとの3戦2勝制。
会期：10月17日から10月19日（20日までに試合が消化されない場合は打ち切り）
球場：ナゴヤドーム

### 第2ステージ
2009年度レギュラーシーズン第1位の読売ジャイアンツ（1勝分のアドバンテージが与えられる）と中日ドラゴンズとの6戦4勝制。
会期：10月21日から10月26日（28日までに試合が消化されない場合は打ち切り）
球場：東京ドーム

### トーナメント表
|  | 1stステージ（準決勝） | 1stステージ（準決勝） |                           |       | 2ndステージ（決勝） | 2ndステージ（決勝） |
|  |                       |                       |                           |       |                     |                     |
|  |                       |                       |                           |       |                     |                     |
|  |                       |                       |                           |       |                     |                     |
|  |                       |                       |                           |       |                     |                     |
|  |                       |                       | （6戦4勝制） 東京ドーム   |       |                     |                     |
|  |                       |                       |                           |       |                     |                     |
|  | 巨人                  | ☆●○○○                 |                           |       |                     |                     |
|  | 巨人                  | ☆●○○○                 | （3戦2勝制） ナゴヤドーム |       |                     |                     |
|  |                       |                       | 中日                      | ★○●●● |                     |                     |
|  | 中日                  | ●○○                   | 中日                      | ★○●●● |                     |                     |
|  | 中日                  | ●○○                   |                           |       |                     |                     |
|  | ヤクルト              | ○●●                   |                           |       |                     |                     |
|  | ヤクルト              | ○●●                   |                           |       |                     |                     |
|  |                       |                       |                           |       |                     |                     |
|  |                       |                       |                           |       |                     |                     |
|  |                       |                       |                           |       |                     |                     |
|  |                       |                       |                           |       |                     |                     |

☆・★=2ndステージのアドバンテージによる1勝・1敗分

## 試合経過等

### 第1ステージ
| 日付                 | 試合  | ビジター球団（先攻）   | スコア | ホーム球団（後攻） | 開催球場     |
| 10月17日（土）       | 第1戦 | 東京ヤクルトスワローズ | 3 - 2  | 中日ドラゴンズ     | ナゴヤドーム |
| 10月18日（日）       | 第2戦 | 東京ヤクルトスワローズ | 2 - 3  | 中日ドラゴンズ     | ナゴヤドーム |
| 10月19日（月）       | 第3戦 | 東京ヤクルトスワローズ | 4 - 7  | 中日ドラゴンズ     | ナゴヤドーム |
| 勝者：中日ドラゴンズ |       |                        |        |                    |              |

中日が2勝1敗でヤクルトを下し、3年連続で第2ステージ進出を決めた。

#### 第1戦（10月17日）
●中日 2－3 ヤクルト○ （ナゴヤドーム）
|          | 1 | 2 | 3 | 4 | 5 | 6 | 7 | 8 | 9 | R | H | E |
| -------- | - | - | - | - | - | - | - | - | - | - | - | - |
| ヤクルト | 0 | 0 | 0 | 0 | 0 | 0 | 3 | 0 | 0 | 3 | 5 | 0 |
| 中日     | 0 | 0 | 0 | 1 | 1 | 0 | 0 | 0 | 0 | 2 | 8 | 0 |

1. ヤ：○石川（6回） - 押本 (1回)  - 五十嵐 (0回2/3)  - S林昌勇 (1回1/3)
2. 中：●チェン (7回)  - 浅尾（1回）  - 高橋（1回）
3. 勝利：石川（1勝）
4. セーブ：林昌勇 (1S)
5. 敗戦：チェン（1敗）
6. 本塁打
ヤ：デントナ1号
中：和田1号
7. * 開始 18時01分 観衆 38,391人 時間 3時間24分
  - 審判 球審＝佐々木 塁審＝友寄、杉永、吉本 外審＝名幸、真鍋

オーダー
| ヤクルト | ヤクルト | ヤクルト |
| 打順     | 守備     | 選手     |
| -------- | -------- | -------- |
| 1        | [左]     | 福地     |
| 2        | [二]     | 田中     |
| 3        | [遊]     | 宮本     |
| 4        | [中]     | 青木     |
| 5        | [一]     | デントナ |
|          | 一       | ユウイチ |
| 6        | [右]     | ガイエル |
| 7        | [三]     | 畠山     |
|          | 三       | 吉本     |
| 8        | [捕]     | 川本     |
| 9        | [投]     | 石川     |
|          | 打       | 野口     |
|          | 投       | 押本     |
|          | 投       | 五十嵐   |
|          | 投       | 林昌勇   |

| 中日 | 中日 | 中日     |
| 打順 | 守備 | 選手     |
| ---- | ---- | -------- |
| 1    | [遊] | 井端     |
| 2    | [二] | 荒木     |
| 3    | [三] | 森野     |
| 4    | [一] | ブランコ |
| 5    | [左] | 和田     |
| 6    | [捕] | 谷繁     |
| 7    | [右] | 藤井     |
| 8    | [中] | 英智     |
| 9    | [投] | チェン   |
|      | 打   | 野本     |
|      | 投   | 浅尾     |
|      | 投   | 高橋     |
|      | 打   | 立浪     |

中日が4回裏に和田のソロ本塁打で先制、5回裏には井端の適時打でリードを広げる。先発のチェンも6回表まで無失点の好投。しかしヤクルトは7回表、青木の適時打で1点差とすると、続くデントナの2ラン本塁打で逆転。このリードをリリーフ陣が守りきり、ヤクルトがポストシーズンゲーム初勝利で第2ステージ進出に王手をかけた。シーズン勝率.497のヤクルトが勝ったことで、勝率が5割に満たないチームが初めてクライマックスシリーズで勝利することになった（2004年～2006年に導入されていたパ・リーグのプレーオフ制度では2005年の西武ライオンズがシーズン勝率.493とやはり5割に満たない成績で出場していたが、第1ステージで2連敗し、敗退している）。

#### 第2戦（10月18日）
○中日 3－2 ヤクルト● （ナゴヤドーム）
|          | 1 | 2 | 3 | 4 | 5 | 6 | 7 | 8 | 9 | R | H | E |
| -------- | - | - | - | - | - | - | - | - | - | - | - | - |
| ヤクルト | 0 | 2 | 0 | 0 | 0 | 0 | 0 | 0 | 0 | 2 | 7 | 2 |
| 中日     | 1 | 1 | 0 | 0 | 0 | 0 | 1 | 0 | x | 3 | 7 | 1 |

1. ヤ：●館山（6回2/3） - 李恵踐 （0回1/3） - 押本（2回）
2. 中：○吉見（8回） - H 浅尾（0回1/3） - S 岩瀬（0回2/3）
3. 勝利：吉見（1勝）
4. セーブ：岩瀬 (1S)
5. 敗戦：館山（1敗）
6. 本塁打
ヤ：川本1号
中：谷繁1号
7. * 開始 18時00分 観衆 38,171人 時間 3時間18分
  - 審判 球審＝吉本 塁審＝杉永、名幸、真鍋 外審＝佐々木、友寄

オーダー
| ヤクルト | ヤクルト | ヤクルト |
| 打順     | 守備     | 選手     |
| -------- | -------- | -------- |
| 1        | [左]     | 福地     |
| 2        | [二]     | 田中     |
| 3        | [三]     | 宮本     |
| 4        | [中]     | 青木     |
| 5        | [一]     | デントナ |
| 6        | [右]     | ガイエル |
| 7        | [遊]     | 鬼崎     |
|          | 打       | 畠山     |
| 8        | [捕]     | 川本     |
| 9        | [投]     | 館山     |
|          | 投       | 李恵践   |
|          | 投       | 押本     |

| 中日 | 中日 | 中日     |
| 打順 | 守備 | 選手     |
| ---- | ---- | -------- |
| 1    | [遊] | 井端     |
| 2    | [二] | 荒木     |
| 3    | [三] | 森野     |
| 4    | [一] | ブランコ |
| 5    | [左] | 和田     |
| 6    | [右] | 井上     |
|      | 右   | 平田     |
| 7    | [中] | 藤井     |
| 8    | [捕] | 谷繁     |
| 9    | [投] | 吉見     |
|      | 投   | 浅尾     |
|      | 投   | 岩瀬     |

中日は1回裏に1死満塁から和田の遊ゴロの間に1点を先制。ヤクルトは2回表に川本の2ラン本塁打で逆転するも、中日は2回裏に谷繁のソロ本塁打ですぐさま同点に。その後は最多勝を分け合った吉見と館山の投げ合いとなったが、中日は7回裏に荒木がシーズン中一本もヒットを打てなかった館山から勝ち越し打を放つと、このリードを浅尾、岩瀬のリレーで守りきった。中日は逆王手、一方ヤクルトはこの日高木、ユウキ、野口のA型インフルエンザ感染が判明し、窮地に立たされた。

#### 第3戦（10月19日）
○中日 7－4 ヤクルト● （ナゴヤドーム）
|          | 1 | 2 | 3 | 4 | 5 | 6 | 7 | 8 | 9 | R | H  | E |
| -------- | - | - | - | - | - | - | - | - | - | - | -- | - |
| ヤクルト | 1 | 0 | 0 | 0 | 0 | 0 | 0 | 2 | 1 | 4 | 11 | 0 |
| 中日     | 0 | 0 | 2 | 0 | 3 | 0 | 0 | 2 | x | 7 | 16 | 0 |

1. ヤ：●由規（4回） - 松井（0回1/3） - 吉川（1回2/3） - 押本（1回） - 五十嵐（1回）
2. 中：○中田（5回） - 河原（0回2/3） - 小林（0回1/3） - 山井（1回）  - 浅尾（1回） - 岩瀬（1回）
3. 勝利：中田（1勝）
4. 敗戦：由規（1敗）
5. 本塁打
中：和田2号
6. * 開始 18時00分 観衆 32,897人 時間 4時間3分
  - 審判 球審＝真鍋 塁審＝名幸、佐々木、友寄 外審＝吉本、杉永

オーダー
| ヤクルト | ヤクルト | ヤクルト |
| 打順     | 守備     | 選手     |
| -------- | -------- | -------- |
| 1        | [左]     | 福地     |
| 2        | [二]     | 田中     |
| 3        | [遊]三   | 宮本     |
| 4        | [中]     | 青木     |
| 5        | [一]     | デントナ |
|          | 走       | 三輪     |
|          | 一       | 吉本     |
| 6        | [右]     | ガイエル |
| 7        | [三]     | 畠山     |
|          | 投       | 押本     |
|          | 打       | 志田     |
|          | 投       | 五十嵐   |
| 8        | [捕]     | 相川     |
| 9        | [投]     | 由規     |
|          | 打       | ユウイチ |
|          | 投       | 松井     |
|          | 投       | 吉川     |
|          | 打遊     | 鬼崎     |

| 中日 | 中日   | 中日     |
| 打順 | 守備   | 選手     |
| ---- | ------ | -------- |
| 1    | [遊]   | 井端     |
| 2    | [二]   | 荒木     |
| 3    | [三]   | 森野     |
| 4    | [一]   | ブランコ |
| 5    | [左]   | 和田     |
| 6    | [右]   | 野本     |
|      | 投     | 浅尾     |
|      | 打     | 平田     |
|      | 投     | 岩瀬     |
| 7    | [中]右 | 藤井     |
| 8    | [捕]   | 谷繁     |
| 9    | [投]   | 中田     |
|      | 打     | 立浪     |
|      | 走     | 小池     |
|      | 投     | 河原     |
|      | 投     | 小林     |
|      | 投     | 山井     |
|      | 打     | 井上     |
|      | 走中   | 英智     |

ヤクルトは1回表に青木の適時打で先制。中日は3回裏に和田の2ラン本塁打で逆転。ヤクルトは5回表、2死2塁から田中のヒットで畠山が本塁突入も野本のバックホームによりアウト。中日は5回裏に谷繁の適時打、立浪の2点適時打でリードを広げる。ヤクルトは8回表に青木、デントナの連続適時打で2点差とするも、中日は8回裏に平田、藤井の連続適時打でまたもや突き放す。ヤクルトは9回表2死から3連打を放ち、田中の適時打で岩瀬を攻め立てるが、最後は青木が三振で試合終了。中日が逆転で第2ステージ進出を決めた。

### 第2ステージ
巨人の4勝1敗（アドバンテージ1勝分含む）となり、2年連続の日本シリーズ進出となった。シリーズMVPには巨人の脇谷亮太が選ばれた。
| 日付                   | 試合           | ビジター球団（先攻） | スコア | ホーム球団（後攻） | 開催球場   |
| アドバンテージ         | アドバンテージ | 中日ドラゴンズ       |        | 読売ジャイアンツ   |            |
| 10月21日（水）         | 第1戦          | 中日ドラゴンズ       | 7－2   | 読売ジャイアンツ   | 東京ドーム |
| 10月22日（木）         | 第2戦          | 中日ドラゴンズ       | 4－6   | 読売ジャイアンツ   | 東京ドーム |
| 10月23日（金）         | 第3戦          | 中日ドラゴンズ       | 4－5   | 読売ジャイアンツ   | 東京ドーム |
| 10月24日（土）         | 第4戦          | 中日ドラゴンズ       | 2－8   | 読売ジャイアンツ   | 東京ドーム |
| 勝者：読売ジャイアンツ |                |                      |        |                    |            |

#### 第1戦（10月21日）
●巨人 2－7 中日○ （東京ドーム）
|      | 1 | 2 | 3 | 4 | 5 | 6 | 7 | 8 | 9 | R | H  | E |
| ---- | - | - | - | - | - | - | - | - | - | - | -- | - |
| 中日 | 5 | 0 | 1 | 0 | 0 | 1 | 0 | 0 | 0 | 7 | 10 | 0 |
| 巨人 | 0 | 1 | 0 | 0 | 0 | 0 | 1 | 0 | 0 | 2 | 5  | 0 |

1. 中：○小笠原（5回） - 山井（1回1/3） - 小林正（2/3） - 河原（1/3回） - 高橋（1回） - 浅尾（1回）
2. 巨：●ゴンザレス（5回） - M.中村（0/3） - 野間口（2回） - 金刃（1回）  - 豊田（1回）
3. 勝利：小笠原（1勝）
4. 敗戦：ゴンザレス（1敗）
5. 本塁打
中：野本1号、ブランコ1号
6. * 開始 18時00分 観衆 41,259人 時間 3時間11分
  - 審判 球審＝有隅 塁審＝嶋田、笠原、橘高 外審＝渡田、木内

オーダー
| 中日 | 中日 | 中日     |
| 打順 | 守備 | 選手     |
| ---- | ---- | -------- |
| 1    | [遊] | 井端     |
| 2    | [二] | 荒木     |
| 3    | [三] | 森野     |
| 4    | [一] | ブランコ |
| 5    | [左] | 和田     |
| 6    | [右] | 野本     |
|      | 打右 | 平田     |
| 7    | [中] | 藤井     |
|      | 投   | 高橋     |
|      | 投   | 浅尾     |
| 8    | [捕] | 谷繁     |
| 9    | [投] | 小笠原   |
|      | 打   | 井上     |
|      | 投   | 山井     |
|      | 投   | 小林     |
|      | 投   | 河原     |
|      | 中   | 英智     |

| 巨人 | 巨人   | 巨人       |
| 打順 | 守備   | 選手       |
| ---- | ------ | ---------- |
| 1    | [遊]   | 坂本       |
| 2    | [中]   | 松本       |
|      | 投     | 金刃       |
|      | 打     | 鈴木       |
|      | 投     | 豊田       |
| 3    | [三]   | 小笠原     |
| 4    | [左]   | ラミレス   |
| 5    | [一]中 | 亀井       |
| 6    | [右]   | 谷         |
| 7    | [捕]   | 阿部       |
| 8    | [二]   | 古城       |
| 9    | [投]   | ゴンザレス |
|      | 打     | 木村拓     |
|      | 投     | M.中村     |
|      | 投     | 野間口     |
|      | 打一   | 李承燁     |

中日は1回表に森野と和田の適時打、野本の3ラン本塁打で一挙5点を上げ、3回表にブランコのソロ本塁打、6回表には谷繁の適時打で終始優位に試合を進めた。巨人は先発ゴンザレスが誤算。打線も中日先発・小笠原以下の投手陣に抑えられ、2回裏の古城の適時打、7回裏の李承燁の犠牲フライの2得点に終わった。中日は3年連続で第2ステージ初戦の勝利となり、巨人のアドバンテージ分を含めて1勝1敗とした。

#### 第2戦（10月22日）
○巨人 6－4 中日● （東京ドーム）
|      | 1 | 2 | 3 | 4 | 5 | 6 | 7 | 8 | 9 | R | H  | E |
| ---- | - | - | - | - | - | - | - | - | - | - | -- | - |
| 中日 | 2 | 0 | 0 | 0 | 0 | 0 | 0 | 2 | 0 | 4 | 8  | 0 |
| 巨人 | 1 | 0 | 1 | 3 | 1 | 0 | 0 | 0 | x | 6 | 15 | 0 |

1. 中：●チェン（3回1/3） - パヤノ（1/3） - 鈴木（1回1/3） - ネルソン（2回） - 小林正（1回）
2. 巨：○オビスポ（5回2/3） - 山口（1回1/3） - 越智（2/3） - クルーン（1回1/3）
3. 勝利：オビスポ（1勝）
4. セーブ：クルーン（1S）
5. 敗戦：チェン（1敗）
6. 本塁打
中：森野1号、藤井1号
巨：阿部1号
7. * 開始 18時00分 観衆 40,452人 時間 3時間53分
  - 審判 球審＝橘高 塁審＝笠原、渡田、木内 外審＝有隅、嶋田

オーダー
| 中日 | 中日 | 中日     |
| 打順 | 守備 | 選手     |
| ---- | ---- | -------- |
| 1    | [遊] | 井端     |
| 2    | [二] | 荒木     |
| 3    | [三] | 森野     |
| 4    | [一] | ブランコ |
| 5    | [左] | 和田     |
| 6    | [右] | 野本     |
| 7    | [中] | 藤井     |
| 8    | [捕] | 谷繁     |
| 9    | [投] | チェン   |
|      | 投   | パヤノ   |
|      | 投   | 鈴木     |
|      | 打   | 井上     |
|      | 打   | 平田     |
|      | 投   | ネルソン |
|      | 打   | 立浪     |
|      | 投   | 小林     |

| 巨人 | 巨人     | 巨人     |
| 打順 | 守備     | 選手     |
| ---- | -------- | -------- |
| 1    | [遊]     | 坂本     |
| 2    | [中]     | 松本     |
|      | 打       | 大道     |
|      | 走一     | 李承燁   |
| 3    | [三]     | 小笠原   |
|      | 走中     | 鈴木     |
| 4    | [左]     | ラミレス |
|      | 三       | 寺内     |
| 5    | [一]中右 | 亀井     |
| 6    | [右]左   | 谷       |
| 7    | [捕]     | 阿部     |
| 8    | [二]     | 古城     |
| 9    | [投]     | オビスポ |
|      | 投       | 山口     |
|      | 打       | 脇谷     |
|      | 投       | 越智     |
|      | 投       | クルーン |

中日は1回表に森野の2ラン本塁打で先制。巨人は小笠原が1回裏に適時打で1点を返す。3回裏にはラミレスの適時打で同点とし、4回裏に阿部のソロ本塁打、大道の2点適時2塁打で中日先発のチェンを攻略し、5回裏には坂本の適時打でリードを広げた。中日は8回表に藤井が越智から2ラン本塁打を放つが及ばず。巨人はこれでアドバンテージを含め2勝1敗とした。

#### 第3戦（10月23日）
○巨人 5－4 中日● （東京ドーム）
|      | 1 | 2 | 3 | 4 | 5 | 6 | 7 | 8 | 9 | R | H  | E |
| ---- | - | - | - | - | - | - | - | - | - | - | -- | - |
| 中日 | 2 | 0 | 0 | 0 | 0 | 0 | 2 | 0 | 0 | 4 | 8  | 1 |
| 巨人 | 0 | 0 | 0 | 0 | 0 | 2 | 0 | 3 | x | 5 | 10 | 0 |

1. 中：吉見（6回） - 高橋（1回） - ●浅尾（1回）
2. 巨：高橋尚（5回） - 越智（1回1/3） - 山口（2/3） - ○豊田（1回） - クルーン（1回）
3. 勝利：豊田（1勝）
4. セーブ：クルーン（2S）
5. 敗戦：浅尾（1敗）
6. 本塁打
中：森野2号
巨：ラミレス1号、亀井1号
7. * 開始 18時00分 観衆 45,409人 時間 3時間33分
  - 審判 球審＝木内 塁審＝渡田、有隅、嶋田 外審＝橘高、笠原

オーダー
| 中日 | 中日   | 中日     |
| 打順 | 守備   | 選手     |
| ---- | ------ | -------- |
| 1    | [遊]   | 井端     |
| 2    | [二]   | 荒木     |
| 3    | [三]   | 森野     |
| 4    | [一]   | ブランコ |
| 5    | [左]   | 和田     |
| 6    | [右]   | 平田     |
|      | 投     | 浅尾     |
| 7    | [中]右 | 藤井     |
| 8    | [捕]   | 谷繁     |
| 9    | [投]   | 吉見     |
|      | 打     | 井上     |
|      | 投     | 高橋     |
|      | 中     | 英智     |
|      | 打     | 立浪     |

| 巨人 | 巨人   | 巨人     |
| 打順 | 守備   | 選手     |
| ---- | ------ | -------- |
| 1    | [遊]   | 坂本     |
| 2    | [中]   | 松本     |
| 3    | [三]   | 小笠原   |
| 4    | [左]   | ラミレス |
|      | 左     | 工藤     |
| 5    | [一]右 | 亀井     |
| 6    | [右]   | 谷       |
|      | 投     | 越智     |
|      | 投     | 山口     |
|      | 投     | 豊田     |
|      | 打     | 脇谷     |
|      | 投     | クルーン |
| 7    | [捕]   | 阿部     |
| 8    | [二]   | 古城     |
| 9    | [投]   | 高橋尚   |
|      | 打一   | 李承燁   |

中日は1回表に森野が先日に続けての2点本塁打を放ち、3試合連続で先制。巨人は6回裏に吉見からラミレス、亀井の2者連続本塁打を放ち同点に追いつくが、中日は7回表に森野のニゴロの間に1点を上げ勝ち越しに成功、続くブランコの適時打でさらに突き放した。しかし巨人は8回裏に浅尾を攻め、亀井の打球を井端がファンブルして1点差とし、さらに脇谷の2点適時三塁打で逆転。最後は守護神・クルーンが締め、巨人がアドバンテージ分を含めての3勝1敗と日本シリーズ進出へ王手をかけた。

#### 第4戦（10月24日）
○巨人 8－2 中日● （東京ドーム）
|      | 1 | 2 | 3 | 4 | 5 | 6 | 7 | 8 | 9 | R | H | E |
| ---- | - | - | - | - | - | - | - | - | - | - | - | - |
| 中日 | 0 | 0 | 0 | 1 | 1 | 0 | 0 | 0 | 0 | 2 | 6 | 1 |
| 巨人 | 2 | 0 | 5 | 0 | 0 | 1 | 0 | 0 | x | 8 | 9 | 1 |

1. 中：●中田（2回0/3） - パヤノ（2回） - 小林（1回1/3） - 河原（2/3回） - ネルソン（1回） - 伊藤（1回）
2. 巨：東野（4回1/3） - ○越智（1回2/3） - 豊田（1回） - 山口（1回） - クルーン（1回）
3. 勝利：越智（1勝）
4. 敗戦：中田（1敗）
5. 本塁打
中：ブランコ2号
巨：谷1号
6. * 開始 18時00分 観衆 46,535人 時間 3時間37分
  - 審判 球審＝嶋田 塁審＝有隅、橘高、笠原 外審＝木内、渡田

オーダー
| 中日 | 中日 | 中日     |
| 打順 | 守備 | 選手     |
| ---- | ---- | -------- |
| 1    | [遊] | 井端     |
| 2    | [二] | 荒木     |
| 3    | [三] | 森野     |
| 4    | [一] | ブランコ |
| 5    | [左] | 和田     |
| 6    | [右] | 野本     |
| 7    | [中] | 藤井     |
|      | 打   | 立浪     |
| 8    | [捕] | 谷繁     |
| 9    | [投] | 中田     |
|      | 投   | パヤノ   |
|      | 打   | 井上     |
|      | 投   | 小林     |
|      | 投   | 河原     |
|      | 打   | 小池     |
|      | 投   | ネルソン |
|      | 投   | 伊藤     |

| 巨人 | 巨人   | 巨人     |
| 打順 | 守備   | 選手     |
| ---- | ------ | -------- |
| 1    | [遊]   | 坂本     |
| 2    | [中]右 | 松本     |
| 3    | [三]   | 小笠原   |
|      | 三     | 寺内     |
| 4    | [左]   | ラミレス |
|      | 投     | クルーン |
| 5    | [一]   | 亀井     |
| 6    | [右]   | 谷       |
|      | 左     | 工藤     |
| 7    | [捕]   | 阿部     |
| 8    | [二]   | 古城     |
| 9    | [投]   | 東野     |
|      | 投     | 越智     |
|      | 投     | 豊田     |
|      | 打     | 脇谷     |
|      | 投     | 山口     |
|      | 中     | 鈴木     |

巨人は1回裏に中日先発・中田のエラーと亀井の適時打で2点を先制。巨人は、第4戦目にして初めて先制点を挙げる。3回裏にはラミレスの適時打、谷の満塁本塁打で一気に5点を挙げ中田を攻略。中日は4回表にブランコのソロ本塁打で1点を返し、5回表には荒木の適時打で1点を上げ巨人先発・東野を降板させる。さらに1死満塁のチャンスだったが、リリーフ登板した越智の前に森野、ブランコが2者連続三振を喫し得点出来ず。巨人はリードを守りきって勝利。成績を4勝1敗として、2年連続32回目の日本シリーズ進出を決めた。一方中日の立浪と井上はこの日をもって現役生活最後の試合となった。

## テレビ・ラジオ放送

### テレビ放送

#### 第1ステージ放送日程
第1戦（10月17日）
- 東海テレビ（THK）《中京広域圏ローカル》
  - 実況：斉藤誠征、解説：谷沢健一
  - 放送時間：18:30 - 20:54（延長なし）
- NHK BSハイビジョン
  - 実況：広坂安伸（BK）、解説：大野豊
- J sports 2
  - 実況：石原敬士、解説：金石昭人

第2戦（10月18日）
- 中部日本放送（CBC）《中京広域圏ローカル》
  - 実況：高田寛之、解説：山田久志、彦野利勝
  - 放送時間：19:00 - 20:54（延長なし）
- NHK衛星第1
  - 実況：森中直樹（CK）、解説：今中慎二
- J sports 2
  - 実況：島村俊治、解説：橋本清

第3戦（10月19日）
- 東海テレビ（THK）《中京広域圏ローカル》
  - 実況：森脇淳、解説：鈴木孝政
  - 放送時間：19:00 - 20:54（延長なし）
- NHK衛星第1
  - 実況：広坂安伸（BK）、解説：山本和行
- J sports 2
  - 実況：石原敬士、解説：笘篠賢治

#### 第2ステージ放送日程
第1戦（10月21日）
- 日本テレビ（NTV）《日本テレビ系列 ※クロスネット局のテレビ宮崎を除く》
  - 実況：河村亮、解説：山本浩二、水野雄仁、ゲスト解説：新井貴浩（阪神タイガース）
  - 放送時間：19:00 - 21:19（25分延長。ただしSTVとMMTはパ・リーグクライマックスシリーズ第1戦に差し替え）
- 日テレG+
  - 実況：村山喜彦（NTV）※17:30 - 19:00、19:00以降の実況・解説は日本テレビと同じ。
  - 放送時間：17:30 - 22:00（試合終了まで）

第2戦（10月22日）
- 日本テレビ（NTV）《日本テレビ系列 ※クロスネット局のテレビ大分を除く》
  - 実況：蛯原哲、解説：池谷公二郎、中畑清、川又米利
  - 放送時間：19:00 - 21:24（30分延長。ただしSTVとMMTはパ・リーグクライマックスシリーズ第2戦に差し替え）
- NHK衛星第1
  - 実況：道谷眞平、解説：大野豊
  - 放送時間：18:05 - 21:30（延長あり）
- 日テレG+
  - 実況：河村亮（NTV）※17:30 - 19:00、19:00以降の実況・解説は日本テレビと同じ。
  - 放送時間：17:30 - 22:00（試合終了まで）

第3戦（10月23日）
- 日本テレビ（NTV）《日本テレビ系列 ※クロスネット局のテレビ大分を除く》
  - 実況：平川健太郎、解説：江川卓、野村謙二郎、ゲスト解説：清水崇行（埼玉西武ライオンズ、シーズン終了後に引退を表明）
  - 放送時間：19:00 - 21:24（30分延長）
- 日テレG+
  - 実況：田辺研一郎（NTV）※17:30 - 19:00、19:00以降の実況・解説は日本テレビと同じ。
  - 放送時間：17:30 - 22:00（試合終了まで）

第4戦（10月24日）
- 日本テレビ（NTV）《日本テレビ系列》
  - 実況：村山喜彦、解説：水野雄仁、野村謙二郎、川又米利
  - 放送時間：19:00 - 21:44（50分延長）
- 日テレG+
  - 実況：平川健太郎（NTV）※17:30 - 19:00、19:00以降の実況・解説は日本テレビと同じ。
  - 放送時間：17:30 - 22:00（試合終了まで）

※第5戦と第6戦が実施されていた場合は第4戦と同じだった。

### ラジオ放送

#### 第1ステージ放送日程
第1戦（10月17日）
- CBCラジオ《中京広域圏ローカル》
  - 実況：宮部和裕、解説：山田久志
  - 放送時間：17:57 - 21:00（試合終了まで）
- 東海ラジオ（SF）《中京広域圏ローカル》
  - 実況：大澤広樹、解説：宇野勝、リポーター：北山靖（中日サイド）、師岡正雄（LF、ヤクルトサイド）
  - 放送時間：17:45 - 21:00（試合終了まで）
- ニッポン放送（LF）《関東広域圏ローカル》
  - 実況：胡口和雄、解説：若松勉、リポーター：北山靖（SF、中日サイド）、師岡正雄（ヤクルトサイド）
  - 放送時間：17:30 - 21:30（試合終了まで）
- TBSラジオ《関東広域圏ローカル》
  - 実況：戸崎貴広、解説：橋本清、リポーター：新夕悦男（両サイド兼務）
  - 放送時間：18:00 - 21:30（試合終了まで）
- MBSラジオ《近畿広域圏ローカル》
  - 実況：井上雅雄、解説：安藤統男
  - 放送時間：17:45 - 21:00（試合終了まで）

第2戦（10月18日）
- CBCラジオ《中京広域圏ローカル》
  - 実況：伊藤敦基、解説：小松辰雄
  - 放送時間：17:57 - 21:00（試合終了まで）
- 東海ラジオ（SF）《中京広域圏ローカル》
  - 実況：北山靖、解説：鈴木孝政、リポーター：吉川秀樹（中日サイド）、胡口和雄（LF、ヤクルトサイド）
  - 放送時間：17:45 - 21:00（試合終了まで）
- ニッポン放送（LF）《関東広域圏ローカル》
  - 実況：師岡正雄、解説：田尾安志、リポーター：吉川秀樹（SF、中日サイド）、胡口和雄（ヤクルトサイド）
  - 放送時間：17:30 - 21:30（試合終了まで）
- TBSラジオ《関東広域圏ローカル》
  - 実況：新夕悦男、解説：元木大介
  - 放送時間：18:00 - 21:30（試合終了まで）
- MBSラジオ《近畿広域圏ローカル》
  - 実況：近藤亨、解説：一枝修平
  - 放送時間：17:45 - 21:00（試合終了まで）

第3戦（10月19日）
- CBCラジオ《中京広域圏ローカル》
  - 実況：角上清司、解説：落合英二
  - 放送時間：17:57 - 21:00（試合終了まで）
- 東海ラジオ（SF）《中京広域圏ローカル》
  - 実況：村上和宏、解説：平野謙、リポーター：大澤広樹（中日サイド）、師岡正雄（LF、ヤクルトサイド）
  - 放送時間：17:45 - 21:00（試合終了まで）
- ニッポン放送（LF）《関東広域圏ローカル》
  - 実況：松本秀夫、解説：江本孟紀、リポーター：大澤広樹（SF、中日サイド）、師岡正雄（ヤクルトサイド）
  - 放送時間：17:30 - 21:50（試合終了まで）
- TBSラジオ《関東広域圏ローカル》
  - 実況：林正浩、解説：田淵幸一、ゲスト：三浦大輔、リポーター：新夕悦男（両サイド兼務）
  - 放送時間：18:00 - 22:00（試合終了まで）
- MBSラジオ《近畿広域圏ローカル》
  - 実況：赤木誠、解説：掛布雅之
  - 放送時間：17:25 - 21:00（試合終了まで）

#### 第2ステージ放送日程
第1戦（10月21日）
- ニッポン放送（LF）《SFとの2局ネット》
  - 実況：胡口和雄、解説：江本孟紀、リポーター：師岡正雄（巨人サイド）、大澤広樹（SF、中日サイド）
  - 放送時間：17:30 - 21:50（SF - 21:30、試合終了まで）
- TBSラジオ《関東広域圏ローカル》
  - 実況：戸崎貴広、解説：元木大介、リポーター：林正浩（巨人サイド）、椎野茂（中日サイド）
  - 放送時間：17:50 - 22:00（試合終了まで）
- アール・エフ・ラジオ日本《GBSとの2局ネット》
  - 実況：小林幸明、解説：中畑清、リポーター：細淵武揚（両サイド兼務）
  - 放送時間：17:55 -  21:00（試合終了まで）
- CBCラジオ《中京広域圏ローカル》
  - 実況：宮部和裕、解説：高木守道
  - 放送時間：17:57 - 21:00（試合終了まで）
- MBSラジオ《近畿広域圏ローカル》
  - 実況：森本栄浩、解説：佐々木恭介、ゲスト：三浦大輔
  - 放送時間：17:25 - 21:00（試合終了まで）
- NHKラジオ第1（東海地方のみ）
  - 放送時間：18:05 - 21:30（中断あり）

第2戦（10月22日）
- ニッポン放送（LF）《SFとの2局ネット》
  - 実況：松本秀夫、解説：黒木知宏、リポーター：胡口和雄（巨人サイド）、大澤広樹（SF、中日サイド）
  - 放送時間：17:30 - 21:50（SF - 21:30、試合終了まで）
- TBSラジオ《関東広域圏ローカル》
  - 実況：林正浩、解説：槙原寛己、ゲスト：清水崇行、リポーター：椎野茂（巨人サイド）、戸崎貴広（中日サイド）
  - 放送時間：17:50 - 22:00（試合終了まで）
- アール・エフ・ラジオ日本《GBSとの2局ネット》
  - 実況：細淵武揚、解説：水野雄仁、リポーター：小林幸明（両サイド兼務）
  - 放送時間：17:55 - 21:00（試合終了まで）
- CBCラジオ《中京広域圏ローカル》
  - 実況：水分貴雅、解説：木俣達彦
  - 放送時間：17:57 - 21:00（試合終了まで）
- MBSラジオ《近畿広域圏ローカル》
  - 実況：赤木誠、解説：太田幸司、ゲスト：桧山進次郎、リポーター：不明
  - 放送時間：17:25 - 21:00（試合終了まで）
- NHKラジオ第1（東海地方のみ）
  - 放送時間：18:00 - 21:30（中断あり）

第3戦（10月23日）
- ニッポン放送（LF）《SFとの2局ネット》
  - 実況：師岡正雄、解説：デニー友利、リポーター：煙山光紀（巨人サイド）、大澤広樹（SF、中日サイド）
  - 放送時間：17:30 - 21:50 （SF - 21:30、試合終了まで）
- TBSラジオ《関東広域圏ローカル》
  - 実況：椎野茂、解説：佐々木主浩、ゲスト：内川聖一、リポーター：清水大輔（巨人サイド）、新タ悦男（中日サイド）
  - 放送時間：17:50 - 22:00（試合終了まで）
- アール・エフ・ラジオ日本《GBSとの2局ネット》
  - 実況：矢田雄二郎、解説：池谷公二郎、リポーター：小林幸明（両サイド兼務）
  - 放送時間：17:55 - 21:00（試合終了まで）
- CBCラジオ《中京広域圏ローカル》
  - 実況：角上清司、解説：牛島和彦
  - 放送時間：17:57 - 21:00（試合終了まで）
- MBSラジオ《近畿広域圏ローカル》
  - 実況：仙田和吉、解説：亀山つとむ、ゲスト：平尾博嗣
  - 放送時間：17:25 - 21:00（試合終了まで）
- NHKラジオ第1（東海地方のみ）[1]
  - 実況：森中直樹、解説：大野豊、リポーター：竹林宏（巨人サイド）、大蔵哲士（中日サイド）
  - 放送時間：18:05 - 21:30（18:50 - 19:30はニュースなどのため中断）

第4戦（10月24日）
- ニッポン放送（LF）《SF・STVとの3局ネット》
  - 実況：松本秀夫、解説：達川光男、リポーター：師岡正雄（巨人サイド）、吉川秀樹（SF、中日サイド）
  - 放送時間：17:30 - 21:30（SF：17:45 - 21:00、STV：18:00 - 21:00、試合終了まで）
- TBSラジオ《関東広域圏ローカル》
  - 実況：清水大輔、解説：田淵幸一、ゲスト：三浦大輔、リポーター：新夕悦男（巨人サイド）、椎野茂（中日サイド）
  - 放送時間：18:00 - 21:00（試合終了まで）
- アール・エフ・ラジオ日本《GBSとの2局ネット》
  - 実況：内藤博之、解説：柴田勲、リポーター：小林幸明（両サイド兼務）
  - 放送時間：17:55 - 21:00（試合終了まで）
- MBSラジオ《近畿広域圏ローカル》
  - 実況：近藤亨、解説：一枝修平
  - 放送時間：17:45 - 21:00（試合終了まで）
- NHKラジオ第1
  - 実況：坂梨哲士、解説：山本和行、リポーター：不明（巨人サイド）、大蔵哲士（中日サイド）
  - 放送時間：18:05 - 21:00（試合終了まで、18:50 - 19:30はニュースのため中断）

※第5戦と第6戦が実施されていた場合は第4戦と同じだった。